# 捷克克鲁姆洛夫圣母圆柱
捷克克鲁姆洛夫圣母圆柱（Mariensäule）位于捷克南波希米亚州捷克克鲁姆洛夫的集市广场，立于1716年。自1958年以来，圣母圆柱列为受保护的文化古迹。
高高的科林斯柱顶刻画的是天主之母。基座描绘了波希米亚王冠领地的重要圣人，包括圣罗格、圣巴斯弟盎、圣维特和圣瓦茨拉夫。1388年4月，罗森博格的约翰一世颁布了《消防和警察条例》，其中首次提到了周围的喷泉。

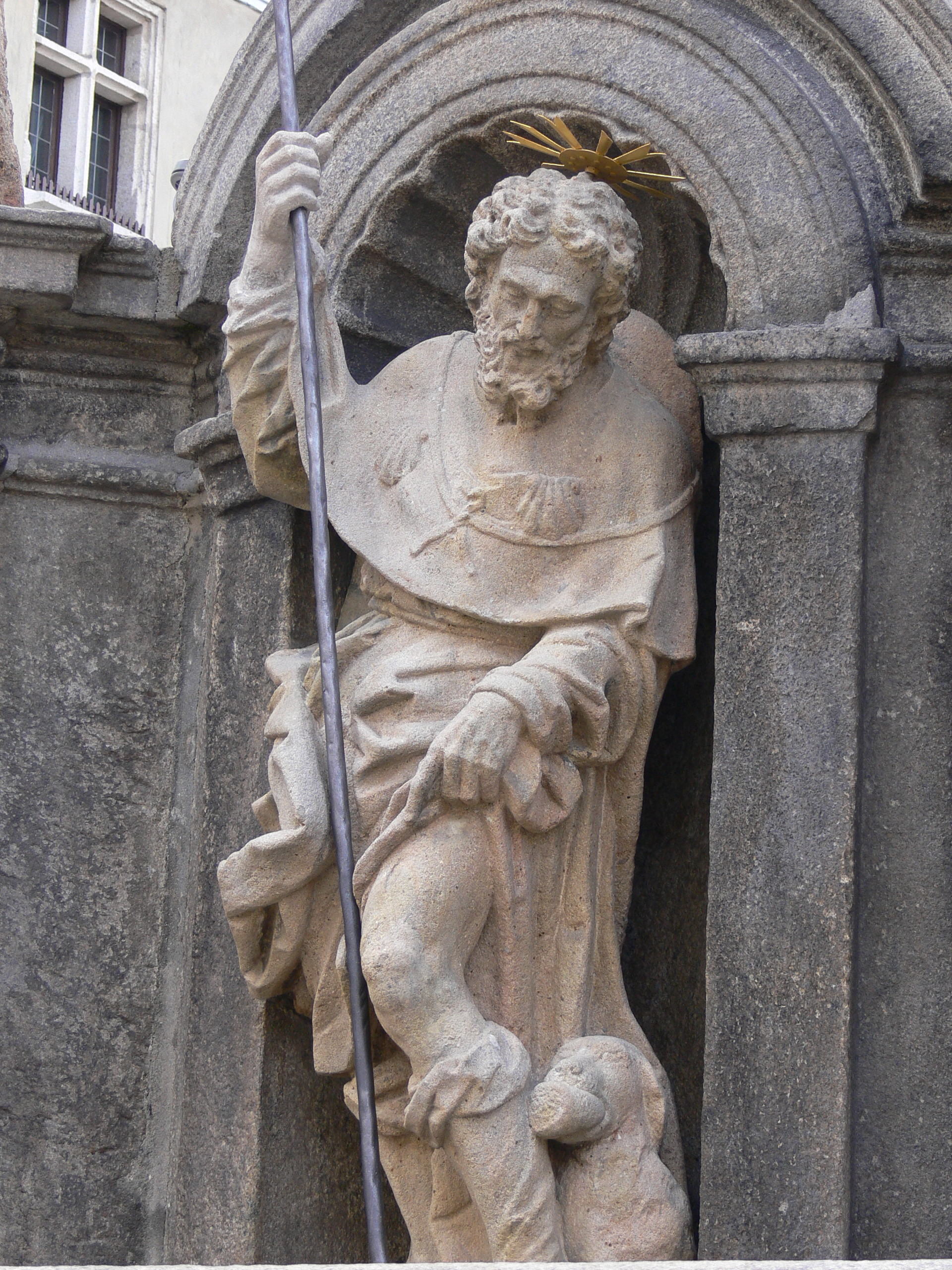
圣罗格
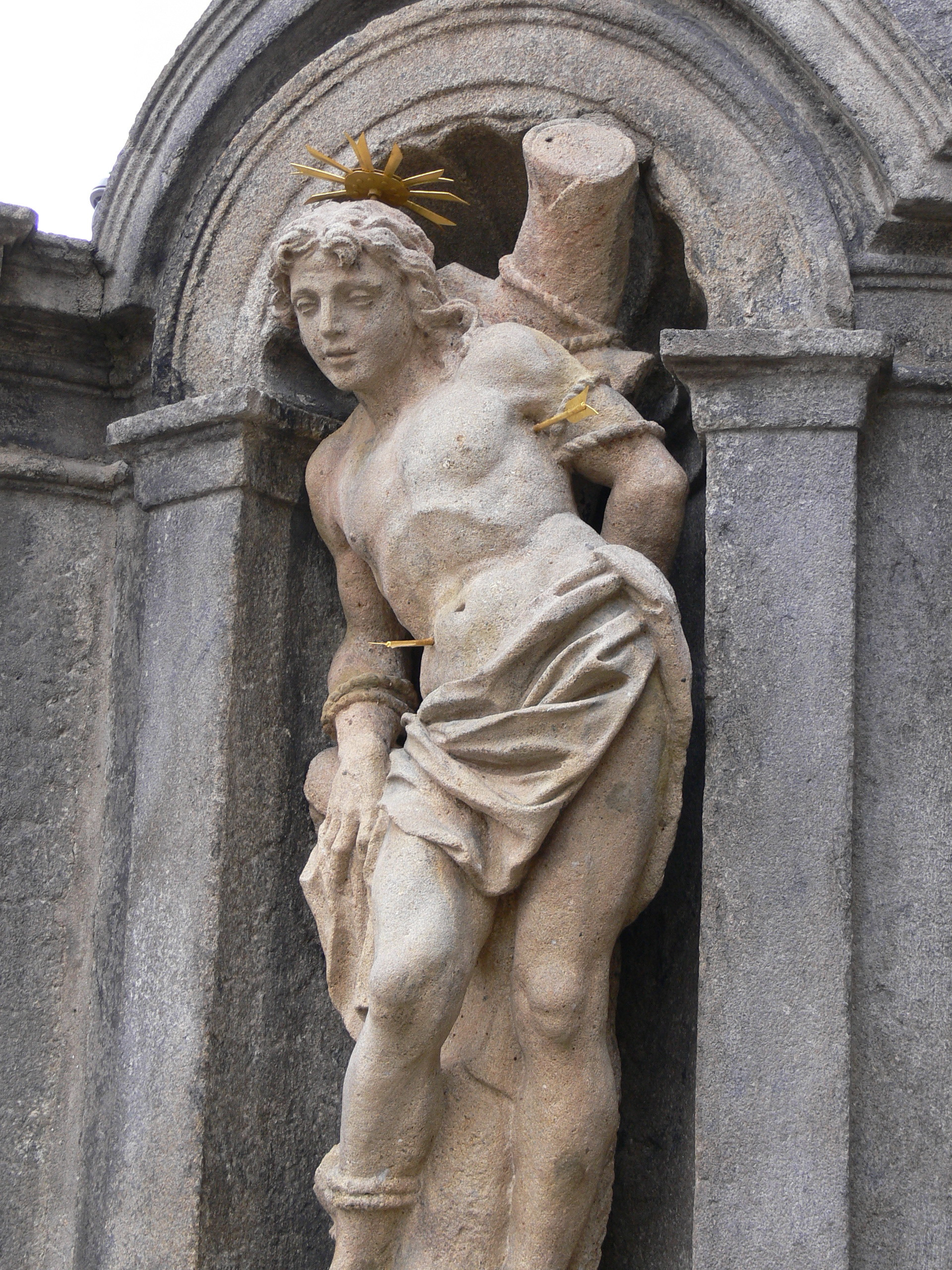
圣巴斯弟盎
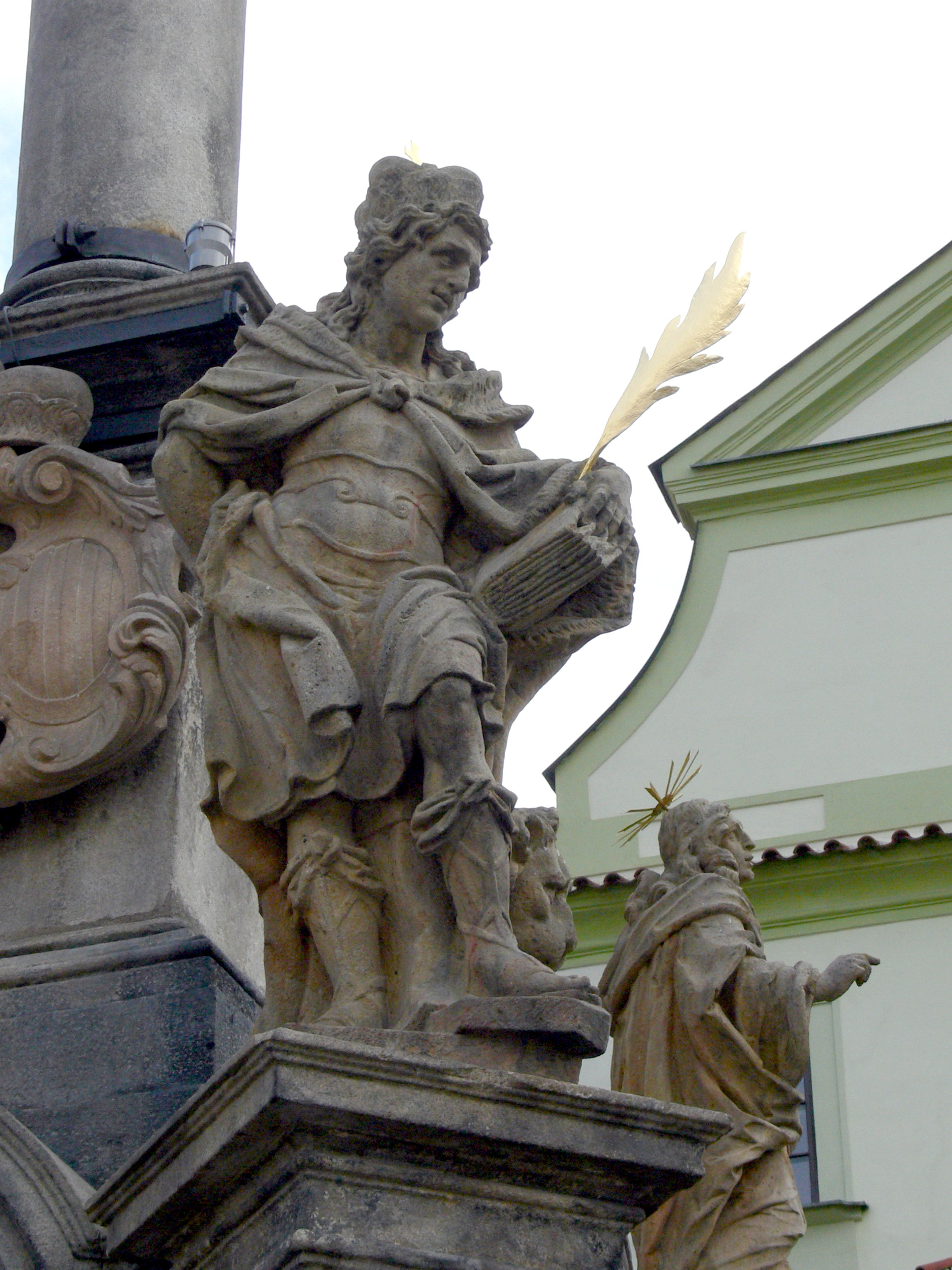
圣维特
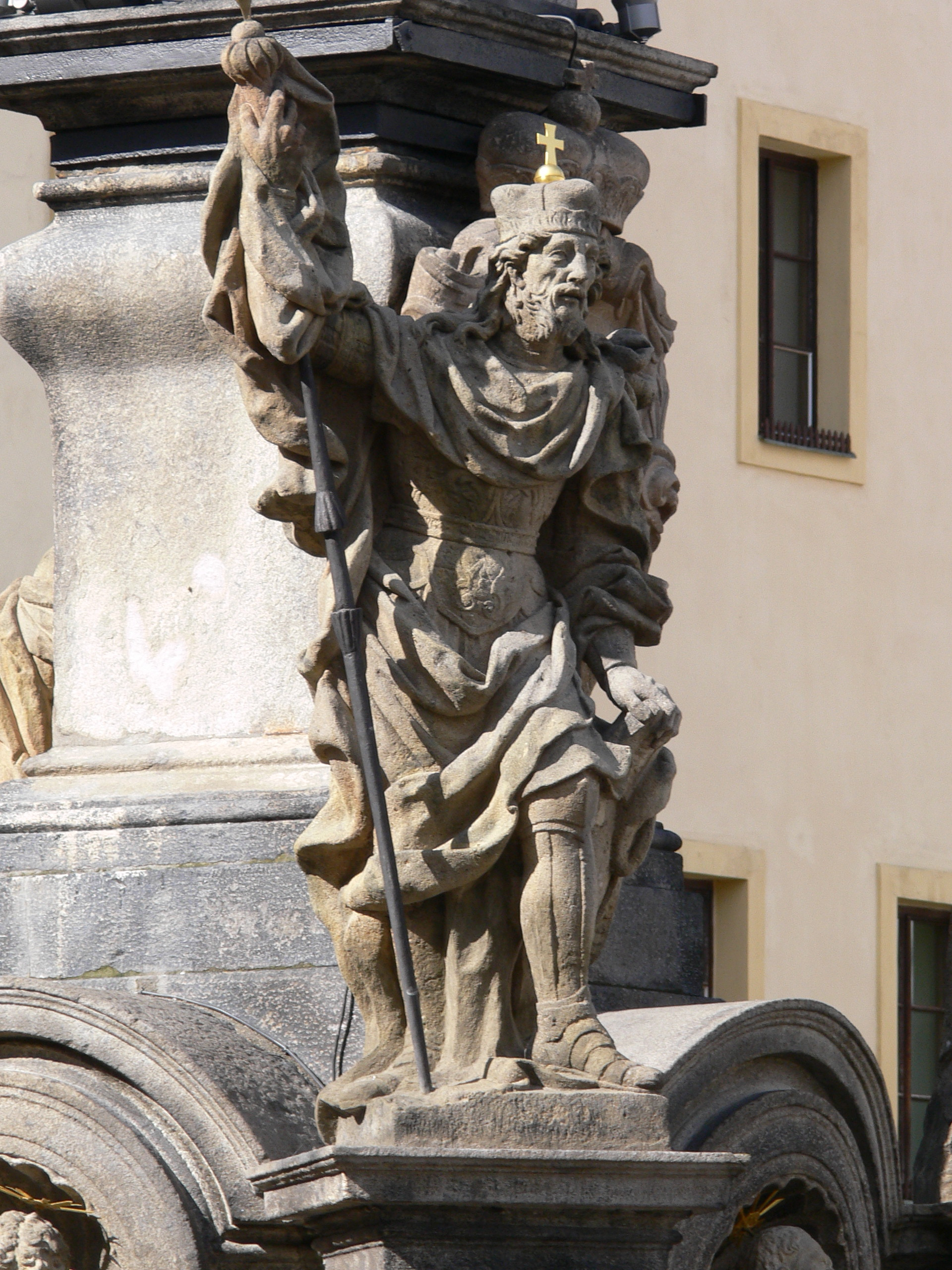
圣瓦茨拉夫